# Vincenzo Grifo
Vincenzo Grifo (Pforzheim, 7 de abril de 1993) é um futebolista profissional italiano nascido na Alemanha que atua como ponta. Ataulmente, joga no Freiburg.

## Carreira
Vincenzo Grifo começou a carreira em 1899 Hoffenheim.